# Réginal Goreux
Réginal Goreux (ur. 31 grudnia 1987 w Saint-Michel) – haitański piłkarz występujący na pozycji pomocnika. Posiada również obywatelstwo belgijskie.
W swojej karierze grał w klubach: Standard Liège, Krylja Sowietow Samara i FK Rostów. W rozgrywkach Eerste klasse zadebiutował 23 lutego 2008 roku w meczu z KAA Gent (0:0).